# 2011年大阪府知事選挙
2011年大阪府知事選挙（2011ねんおおさかふちじせんきょ）は、2011年（平成23年）11月27日に投開票が行われた、第53代（民選第18代）大阪府知事を選出する選挙。

## 概要
前職の大阪府知事であった橋下徹は残り任期を3ヶ月ほど残していたが、大阪都構想などを争点に大阪市長選挙に鞍替え出馬するため辞職、後任の知事を選出することになった。
橋下徹が率いる「大阪維新の会」は「知事選・大阪市長選府市共同マニフェスト」を発表した。マニフェストは、「大阪都構想」、公務員制度を変える「職員基本条例」、教育の仕組みを変える「教育基本条例」などを内容としていた。

## 選挙データ
- 2011年11月10日 告示

### 投票日
- 2011年11月27日

### 同日選挙
- 大阪市長選挙（任期満了に伴う）
- 田尻町長選挙（町長の辞職に伴う）

### 投票率
- 確定投票率：52.88%（前回2008年：48.95%）

## 立候補者
7名、届け出順
| 立候補者                       | 年齢 | 党派                                                              | 現・新 | 肩書き・略歴等     |
| ------------------------------ | ---- | ----------------------------------------------------------------- | ------ | ------------------ |
| 倉田薫 （くらた かおる）       | 63   | 市町村連合と府民の会 （民主党大阪府連 支援・自民党大阪府連 支持） | 新     | 元池田市長         |
| 中村勝 （なかむら まさる）     | 60   | 二十一世紀日本維新会                                              | 新     | 政治団体代表       |
| マック赤坂 （まっく あかさか） | 63   | スマイル党                                                        | 新     | スマイル党総裁     |
| 岸田修 （きしだ しゅう）       | 70   | 無所属                                                            | 新     | 元大阪府職員       |
| 梅田章二 （うめだ しょうじ）   | 61   | 無所属 （共産党 推薦）                                            | 新     | 弁護士             |
| 松井一郎 （まつい いちろう）   | 47   | 大阪維新の会                                                      | 新     | 大阪維新の会幹事長 |
| 高橋正明 （たかはし まさあき） | 69   | 無所属                                                            | 新     | 不動産賃貸業       |

### 立候補を断念した人物
- 丸山和也（自由民主党参議院議員）[2]
- 羽柴誠三秀吉（会社経営者、無所属）[3]

### 立候補が取り沙汰された人物
- 古賀茂明（元経産官僚）
- 辛坊治郎（ニュースキャスター）

古賀、辛坊はいずれも大阪維新の会から出馬を打診されたが、両者とも固辞したため維新は松井一郎を擁立することとなった。
- 郷原信郎（元検察官、弁護士） - 民主党大阪府連から立候補を打診されたが、辞退した[5]。

### 時系列
- 2011年9月13日 - 梅田章二が立候補を正式表明
- 2011年10月13日 - 羽柴誠三秀吉が立候補を正式表明
- 2011年10月23日 - 松井一郎が立候補を正式表明
- 2011年10月26日 - 倉田薫が立候補を正式表明
- 2011年10月28日 - 丸山和也が立候補の意向を自民党内の関係者に表明
- 2011年10月31日 - 橋下徹が知事を退任（辞表提出は10月22日）
- 2011年11月1日 - 丸山が立候補断念を表明
- 2011年11月5日 - 羽柴が立候補断念を表明
- 2011年11月9日 - マック赤坂が立候補を表明[6]
- 2011年11月10日 - 告示
- 2011年11月27日 - 投票及び開票
- 2011年11月28日 - 選挙会

## 結果

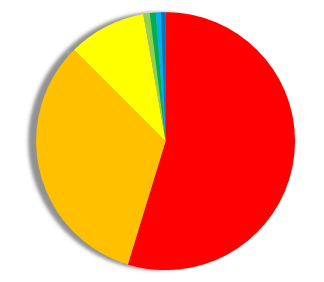
各候補の得票率（得票数の多かった順）

投票率は52.88%で、前回2008年の48.95%をやや上回った（前回比 +3.93%）。当日の有権者数は703万2033人で投票総数は371万8869票となった。。
候補者別の得票数の順位、得票数、得票率、惜敗率、供託金没収概況は以下のようになった。供託金欄のうち「没収」とある候補者は有効投票総数の10%を下回ったため全額没収された。得票率と惜敗率は未発表のため暫定計算とした（小数3位以下四捨五入）。
|      | 順位 | 候補者名    | 党派                   | 新現元 | 得票数           | 得票率 | 惜敗率 | 供託金 |
| ---- | ---- | ----------- | ---------------------- | ------ | ---------------- | ------ | ------ | ------ |
| 当選 | 1    | ■松井一郎   | 大阪維新の会           | 新     | 2,006,195        | 54.73% | ----   |        |
|      | 2    | ■倉田薫     | 市町村長連合と府民の会 | 新     | 1,201,034        | 32.77% | 59.87% |        |
|      | 3    | ■梅田章二   | 無所属                 | 新     | 357,159          | 9.74%  | 17.80% | 没収   |
|      | 4    | ■岸田修     | 無所属                 | 新     | 29,487           | 0.80%  | 1.47%  | 没収   |
|      | 5    | ■高橋正明   | 無所属                 | 新     | 27,809           | 0.76%  | 1.39%  | 没収   |
|      | 6    | ■中村勝     | 二十一世紀日本維新会   | 新     | 22,347           | 0.61%  | 1.11%  | 没収   |
|      | 7    | ■マック赤坂 | スマイル党             | 新     | 21,479           | 0.59%  | 1.07%  | 没収   |
|      |      |             |                        |        | （無効票）53,159 |        |        |        |

今回の選挙は、『大阪都構想』を掲げた大阪維新の会とこれに反対する既成政党との『維新vs反維新』の構図となった。選挙戦では既存政党が相乗りで倉田などの『反維新』勢力を支援し、与野党の国会議員が応援演説をする姿が見られる異例の選挙戦となった。
しかし、結果は維新の会の松井が得票数2位の倉田に約80万票もの差をつけて圧勝。更に同日に行われた大阪市長選挙でも維新の会代表の橋下徹が当選し、『大阪都構想』や維新の会にはさらに追い風が吹くW選挙となった。
3度目の大阪府知事選挙挑戦となった梅田は、松井と倉田の舌戦に加われず得票数3位止まりで供託金を没収される惨敗であった。選挙後、元池田市長の倉田は、自身の辞職に伴い実施される池田市長選挙への再出馬を断念し、政界引退を表明した（その後、2015年に引退宣言を撤回し、池田市長選に出馬、当選）。

## 備考
映画監督の藤岡利充は、この選挙でいわゆる泡沫候補として扱われた赤坂、高橋、岸田、中村の4名を取り上げ、その選挙戦を追ったドキュメンタリー映画『立候補』を制作し、2013年に公開された。

## 選挙の論点
- 大阪都構想